# Huili xie
Warrior (xinès simplificat: 回力鞋, pinyin: Huílì xié, literalment 'Sabates Huili') és una marca de sabates esportives de la Xina, fundada a Xangai el 1927. Des de la dècada del 1960 fins a principis dels 80 es va convertir en una marca popular i d'abast nacional a la República Popular de la Xina. Té el reconeixement de Zhonghua Laozihao.

## Història
Fundada el 1927, en aquell moment fou la primera marca de sabates de goma del país. La marca Huili va ser creada per Yuan Shusen i registrada el 1934. El nom estava inspirat en el Jai Alai, ja que en aquell moment el Frontó de Shanghai gaudia de molta popularitat.
En temps de la República de la Xina, Warrior era considerada com una empresa de gamma alta amb campanyes de màrqueting innovadores. Amb un preu de venda de 10 iuans, en un moment en què els treballadors urbans guanyaven 30 iuans al mes, era una marca prestigiosa i de moda als inicis de la República Popular de la Xina. A finals de la dècada del 1940, va patrocinar un equip de basquetbol. Posteriorment, faria sabatilles per a les seleccions esportives de la República Popular, entre les quals destaquen la sèrie 565, que costaven la meitat del salari d'un treballador xinés l'any 1956. Altre model destacat, WB-1, va ser introduït el 1979, i el van portar les xicones de la selecció de voleibol que guanya el campionat del món el 1982 al Perú.
A mitjans de la dècada del 1980, les marques estrangeres es van fer més populars i Warrior passa a ser vista com una sabata de classe treballadora, preferida per la gent gran i amb un preu de 12 iuans als mercats a l'aire lliure. Actualment, diverses empreses han començat a importar-les a Occident, i es venen, com ocorre amb les sabates Feiyue, a les zones de moda de les ciutats xineses.
Arran d'este renaixement, un parell de sabates Warrior pot costar uns 100 iuans, i l'empresa orienta el producte als clients que gaudeixen dels productes retro. Els ingressos de l'empresa van créixer dels 200 milions de iuans el 2010 als 600 milions el 2013, arribant als 700 l'any vinent.
En paral·lel, la marca ha sigut d'interés per a artistes joves, com la dissenyadora Ye Shumeng, qui li dedicà un llibre el 2008. L'any 2018 fon la marca amb més sabates venudes a la Xina, amb 68,4 milions de parells.
Warrior és propietat de Shanghai Huayi, una empresa química. També hi ha pneumàtics de la marca Warrior, fets en una empresa conjunta amb Michelin.